# استاد دائم
استاد دائم (به انگلیسی: Academic tenure) نام یک جایگاه علمی در محافل دانشگاهی است که در آن پایداری مادام‌العمر پیشهٔ فرد، تضمین می‌شود. استادی دائم، یکی از معیارهای رایج در دانشگاه‌ها برای سنجش میزان پیشرفتِ یک مدرس در حوزهٔ کاریِ خودش است.
هدف و ایدهٔ داشتن این جایگاه این است که پشتوانه و امنیت روانی را برای پژوهشگر تضمین کنند تا با خیال آسوده ایده‌های تازه را مورد بررسی قرار دهد، بدون آن‌که نگران فشارهای اجتماعی و موارد مشابه باشد و نیازی نداشته باشد در مورد چگونگی صرف زمانش به دیگران پاسخگو باشد. ازآنجا که این سمت مادام‌العمر است، گرفتن آن فرایندی دشوار و دقیق است و نامزد باید مدارج مختلفی را کسب کرده‌باشد. پیش از پذیرش، سوابق و پروندهٔ فرد و احتمالاً معرفان و پیشنهادهای بیرون از مؤسسه، موشکافانه بررسی می‌شود و کمک‌هایی که او به زمینهٔ علمی‌اش در آن بخش دانشگاهی کرده (پژوهش‌ها، سابقهٔ تدریس و خدمات) در نظر گرفته می‌شود و پس از گذشت از مراحل گوناگون، فرد را به‌عنوان «استاد دائم» معرفی می‌کنند. فرایند محروم کردن استاد دائم نیز برای دانشگاه پیچیده، سخت و رنج‌آور است و بنابراین، مؤسسات در اعطای آن دقت زیادی به خرج می‌دهند.